# Sarrià (Barcelona)
Sarrià és un barri del districte de Sarrià - Sant Gervasi de la ciutat de Barcelona. Fou vila independent del pla de Barcelona, documentada ja al segle x i fou l'última annexió municipal a Barcelona, el 1921, malgrat l'oposició dels sarrianencs.

## Descripció

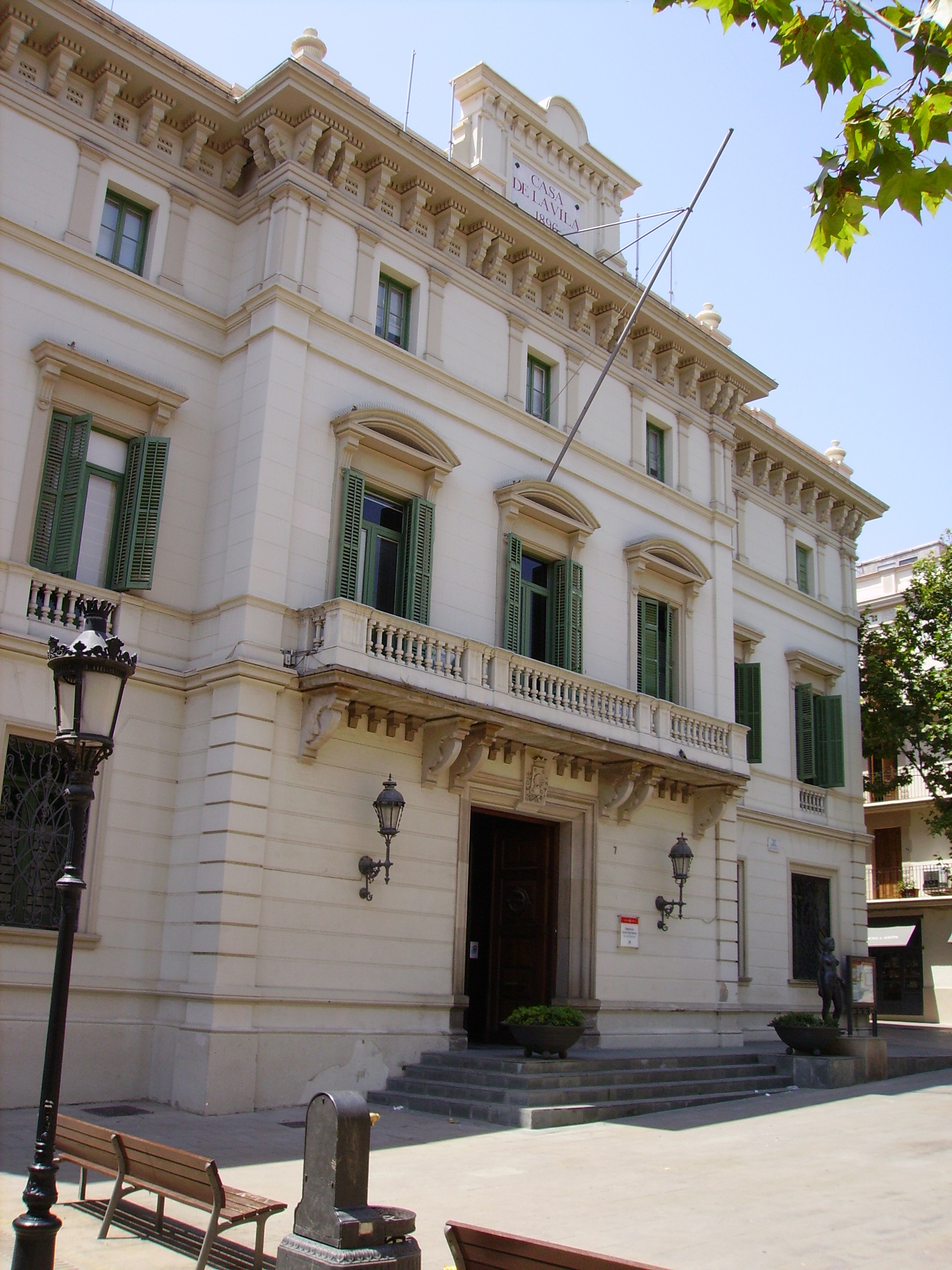
L'antiga casa de la Vila, construïda el 1895, és avui dia la seu del districte de Sarrià-Sant Gervasi

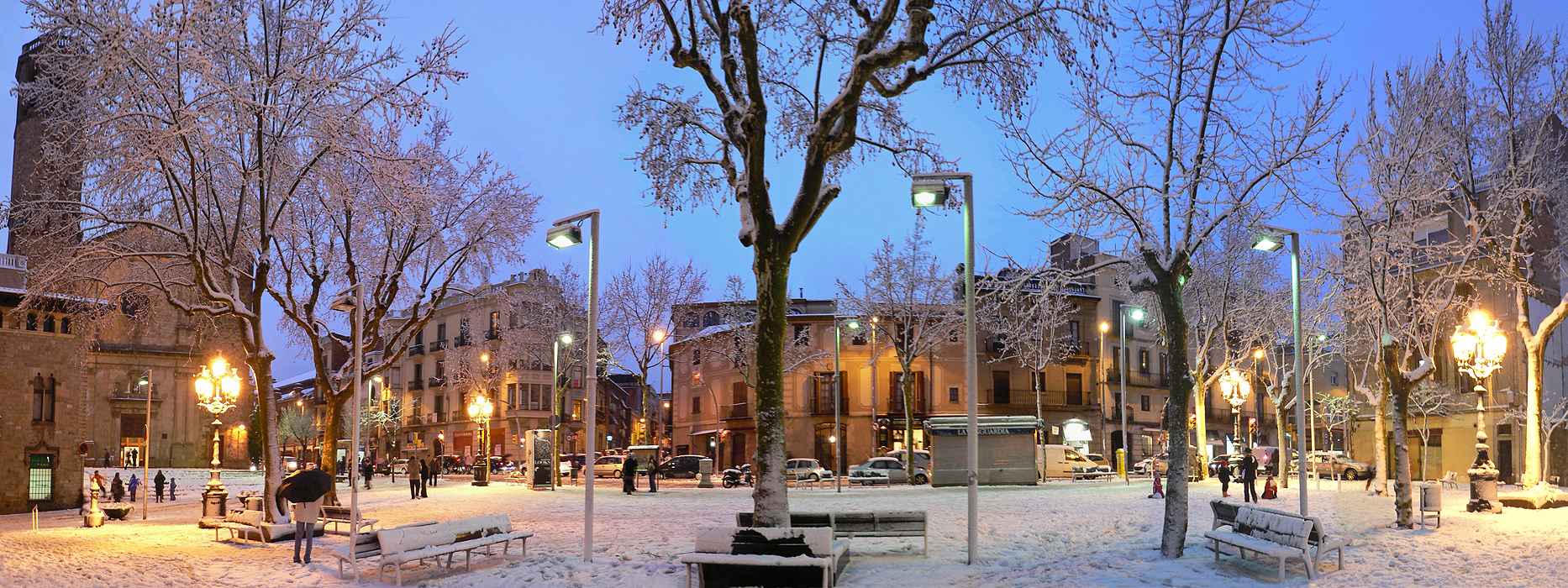
La plaça de Sarrià després de la nevada del 8 de març de 2010

Alguns sectors de Sarrià són: Sarrià Vell, Santa Amèlia, Can Ponsich - Caputxins, Sagrat Cor - Can Caralleu i Can Pomaret - Peu del Funicular. Inicialment la vila fou una zona dedicada al sector agrícola, sobretot vinícola, però més tard va atreure famílies benestants. Hi ha una dita popular que ho reflecteix:
| « | Sarrià: vents, torrents, torres i convents. | » |

Com a monuments destacats hi ha l'església de Sant Vicenç de Sarrià i l'edifici modernista del col·legi Sant Ignasi dels jesuïtes. L'església ja esmentada de Sarrià, dedicada a Sant Vicenç, ja fou citada el 980 i reedificada el 1379. El 1781 el mestre Josep Mas va construir l'edifici actual d'estil neoclàssic. La plaça de Sarrià, davant de l'església, va ser el cementiri del poble fins al 1850.
Un dels sarrianencs més universals és el poeta J.V. Foix, que tenia una pastisseria, encara existent, a la plaça de Sarrià.

## Història
Sarrià, que apareix esmentat per primer cop l'any 986 com a Sirriano, fou la vila principal de l'antic municipi de Sarrià que, a més de la vila de Sarrià, incloïa el sector de Pedralbes i les Tres Torres, però que foren urbanitzats força més tard que la vila de Sarrià.
Des del segle XVII, la vila de Sarrià serví com a lloc estratègic per a diversos conflictes militars. Durant la Guerra dels Segadors, fou ràpidament ocupada l'any 1640 per l'exèrcit castellà. Tant Lluís Josep de Vendôme el 1697 — dins la Guerra dels Nou Anys — com Felip V el 1706  — dins la Guerra de Successió — utilitzaren Sarrià com a quarter general per a organitzar dos setges a Barcelona, el Setge de 1697 i el Setge 1706. També serví com a fort per a les forces republicanes, liderades per Joan Martí i Torres durant el cop d'estat de Manuel Pavía l'any 1874.
El 1858 es va comunicar el poble amb Barcelona per mitjà del tren de Sarrià, actualment una línia dels Ferrocarrils de la Generalitat. El 1892 el municipi de Vallvidrera s'incorporà al terme municipal de Sarrià, mentre que davant la dissolució de la Santa Creu d'Olorda del 1916, tres terrenys desconnectats que sumaven 313 hectàrees també s'hi van incorporar (la resta sent repartida entre Molins de Rei i Sant Feliu de Llobregat). El 1906 es va fundar el Funicular de Vallvidrera per a connectar el centre de la vila amb el nucli urbà novament incorporat.
En un principi, Sarrià, juntament amb Horta, van evitar l'agregació per part de Barcelona per ser considerades massa llunyanes a la capital. Hi havia un gran rebuig cap a aquesta incorporació, ja que els ciutadans de Sarrià rarament eren de classe obrera, i sentien una oposició vers la Barcelona cada cop més radicalitzada en plena època del Pistolerisme. Però davant del ràpid creixement de la ciutat comtal, Sarrià va ser inevitablement absorbida l'any 1921, passant a formar part del nou districte Sarrià - Sant Gervasi.

## Fills il·lustres
- Gabriel Maria Brasó i Tulla, abat del Monestir de Montserrat.
- Teresa Arguyol i Fontseca (1814-1863), monja fundadora de les Clarisses de la Divina Providència.
- Josep Vicenç Foix (Sarrià, Barcelona, 28 de gener de 1893 - Barcelona, 29 de gener de 1987), escriptor, poeta i periodista d'avantguarda.
- Bigas Luna (19 de març de 1946 - 6 d'abril del 2013), director de cinema.
- Santa Eulàlia (Sarrià 290 - Barcelona 303), patrona de Barcelona.
- Rafaela Pagès de Sarrià (...?-1494), monja terciària franciscana.
- Josep Obiols i Palau, pintor noucentista.
- Josefina Piquet i Ibáñez, activista social.
- Jaume Cela, pedagog.
- Tomàs Sagué i Camó, compositor de sardanes.
- Jordi Jové Permanyer (1908-1997), un dels cronistes de Sarrià. Jové Permanyer va ser l'encarregat de l'Arxiu Històric de Sarrià – Sant Gervasi i va confeccionar-ne un de propi des que tenia 18 anys.